# Джавахишвили, Гиви Дмитриевич
Гиви Дмитриевич Джавахишвили (груз. გივი დიმიტრის ძე ჯავახიშვილი; 18 декабря 1912, Тифлис — 10 ноября 1985, Тбилиси) — грузинский советский государственный деятель. Председатель Совета Министров Грузинской ССР (1953—1975).

## Биография
Гиви Джавахишвили родился в 1912 году в семье врача Дмитрия Джавахишвили и Анны Магалашвили.
В 1934 году окончил Закавказский индустриальный институт; инженер-геолог.
В 1934—1941 годах — начальник гидрогеологических партий.
В 1941—1942 годах — инструктор Орджоникидзевского райкома партии г. Тбилиси.
В 1942—1944 годах — заведующий отделом Госплана Совнаркома Грузинской ССР.
В 1944—1945 годах — инструктор отдела топлива и энергетики ЦК КП(6) Грузии.
В 1945—1947 годах — заместитель заведующего отделом топлива и энергетики ЦК КП(6) Грузии.
В 1947—1948 годах — заместитель секретаря ЦК КП(б) Грузии по топливо-энергетической промышленности и заведующий топливо-энергетическим отделом ЦК КП(б) Грузии.
В 1948—1952 годах — заведующий отделом тяжёлой промышленности ЦК КП(б) Грузии.
В 1952—1953 годах — председатель исполкома Тбилисского городского совета.
В 1952—1953 годах — Председатель Верховного Совета Грузинской ССР.
В апреле—сентябре 1953 года — заместитель председателя Совета Министров Грузинской ССР,
В 1953—1975 годах — председатель Совета Министров Грузинской ССР. Возглавлял делегацию Грузинской ССР на всемирных выставках в Брюсселе (1958 год) и Монреале (1967 год).
В 1953—1975 годах — член Бюро ЦК КП Грузии. Делегат 20—24-го съездов КПСС; член ЦК КПСС (1956—1976). На 22 съезде КПСС произнес вместо Василия Мжаванадзе речь с требованием вынести тело Сталина из Мавзолея, а также входил вместе с Мжаванадзе в состав правительственной комиссии, руководившей перезахоронением Сталина. Депутат Верховного Совета СССР 4—9-го созывов.
С декабря 1975 года — персональный пенсионер союзного значения. Умер 10 ноября 1985 года в Тбилиси.

## Награды и звания
Награждён двумя орденами Ленина, орденом Октябрьской Революции, орденом «Знак Почёта», орденом Трудового Красного Знамени, а также медалями.